# Chris Bruil
Chris Bruil (Doetinchem, 20 december 1970) is een Nederlandse badmintonner.

## Nederland
Badmintonprof Bruil vormde met zijn toenmalige levenspartner Lotte Jonathans een succesvol gemengd dubbel. Samen wonnen ze het NK gemengd dubbel in 2002, 2003, 2004, 2005, 2006 en 2007. Bruil won de titel eerder in 2000 met Erica van den Heuvel. Eén keer won hij het NK enkelspel, in het seizoen 1990/91. Het NK mannen dubbelspel won Bruil in 1991 (met Alex Meijer), in 1993 (met Ron Michels) en in 2004 (met Dicky Palyama).
Bruil en Jonathans ontbonden hun huwelijk in 2008.

## Olympische Spelen
Samen met Jonathans deed hij mee aan de Olympische Zomerspelen 2004 van Athene, waar ze in de 1/8e finale werden verslagen door Kim Dong-Moon en Ra Kyung-Min uit Zuid-Korea. Vier jaar eerder nam Chris Bruil deel aan de Olympische Zomerspelen 2000 van Sydney. Hij bereikte toen met zijn toenmalige partner Erica van Dijck een vijfde plaats. Samen met Van Dijck bereikte Bruil ook de halve finales van het prestigieuze All England-toernooi en de Korean Open. Hiermee verworven ze een vaste plaats in de top 5 van de wereld. Met zijn 5de plaats in Sydney en zijn 9de plaats in Athene is Bruil de beste mannelijke speler van Nederland. Bij de vrouwen is dat Mia Audina, die heeft 2 zilveren medailles op haar naam staan bij de Olympische Spelen.
In competitieverband speelde Bruil voor onder meer BC Duinwijck en BC Amersfoort.